# Urbe
Urbe är en kommun i provinsen Savona i regionen Ligurien i Italien. Kommunen hade 707 invånare (2018).